# Pietro di Trani
Pietro di Trani (XI secolo) è stato un nobile italiano, figlio di Amico e consanguineo degli Altavilla.

## Biografia
Divenne conte di Trani quando, nel 1042, i normanni Altavilla, riunitisi a Melfi, si spartirono i territori conquistati e da conquistare e li divisero in dodici feudi. 
Pietro però ottenne il possesso della città di Trani solo dopo una sanguinosa lotta contro i Bizantini che ne rivendicavano il dominio.
Ottenuta Trani, la mira espansionistica di Pietro si posò su altri territori pugliesi, cercando di succedere a Guglielmo Braccio di Ferro (primo conte di Puglia); ma il fratello ed erede di quest'ultimo, Drogone, glielo impedì, ricacciandolo a Melfi.
Merita inoltre menzione la grande opera di diritto marittimo che per suo volere venne stilata nel 1063 con il nome di Ordinamenta et consuetudo maris, considerato il più antico codice marittimo del Mediterraneo nel Medioevo.
A Pietro successero (nel 1064) i figli Goffredo I conte di Taranto e Trani e Pietro II conte di Trani, detto "Pietrone", mentre del primogenito Amico non sappiamo quasi nulla (forse morto giovane).

## Fonti
- Guglielmo di Puglia, Gesta Roberti Wiscardi.